# Mahavamsa
Il Mahavamsa ("Grande cronaca", Mahāvaṃsa in pāli) è un poema epico del V secolo scritto nella lingua pāli degli antichi re dello Sri Lanka.

## Contenuto
L'opera descrive la storia dello Sri Lanka, dai suoi inizi leggendari fino al regno di Mahasena di Anurādhapura (302 d.C.) che copre il periodo tra l'arrivo del principe Vijaya dall'India nel 543 al suo regno (277-304 dC). Fu composto da un buddista bhikku nel tempio di Mahavihara ad Anuradhapura intorno al VI secolo d.C.
Una parte successiva, nota come Chulavamsa, contenente tre sezioni composte da tre diversi autori appartenenti a periodi storici successivi, è stata aggiunta ad essa coprendo il periodo dal regno di Mahasena di Anuradhapura (277-304 CE) al 1815 quando l'intera isola si arrese agli inglesi. 
La prima edizione stampata e la traduzione inglese del Mahavamsa fu pubblicata nel 1837 da George Turnour, storico e ufficiale del servizio civile di Ceylon.
Il Mahavamsa copre la prima storia della religione in Sri Lanka, a partire dal tempo di Siddhartha Gautama, il fondatore del buddismo. Descrive anche brevemente la storia del buddismo in India, dalla data della morte del Buddha ai tre concili buddhisti in cui il Dharma è stato revisionato. Ogni capitolo del Mahavamsa termina affermando che è scritto per la "gioia serena del pio".  Dall'enfasi del suo punto di vista, e compilato per registrare le buone azioni dei re che erano patroni dell'Anuradhapura Maha Viharaya, è stato detto per sostenere il nazionalismo singalese.
Il lavoro combinato, a volte definito collettivamente come il Mahavamsa, fornisce un resoconto storico continuo di oltre due millenni ed è considerato uno dei resoconti storici ininterrotti più lunghi del mondo. È uno dei pochi documenti che contengono materiale relativo ai popoli Nāga e Yakkha, abitanti indigeni dello Sri Lanka prima del leggendario arrivo del principe Vijaya da Singha Pura di Kalinga.

## Rilevanza linguistica
Oltre ad essere un'importante fonte storica, il Mahavamsa è il poema epico più importante nella lingua pali. Le sue storie di battaglie e invasioni, intrighi di corte, scritte in eleganti versi adatti alla memorizzazione, catturarono l'immaginazione del mondo buddista del tempo.  A differenza di molti testi scritti nell'antichità, discute anche vari aspetti della vita della gente comune, come si sono uniti all'esercito del re o allevati.  Così il Mahavamsa fu portato lungo la Via della Seta verso molte terre buddiste. Parti di esso sono state tradotte, raccontate e assorbite in altre lingue.

## Significato politico
Il Mahavamsa ha acquisito, soprattutto nel moderno Sri Lanka, un significato come documento di messaggio politico. La maggioranza cingalese usa spesso Manavamsa come prova della loro affermazione che lo Sri Lanka è una nazione buddista dal tempo storico. Il Mahavamsa , essendo una storia dei buddisti singalesi, si presentò ai nazionalisti tamil e ai nazionalisti singalesi come epopea egemonica del popolo singalese.  Questo punto di vista è stato attaccato da GG Ponnambalam, il leader dei tamil nazionalisti negli anni '30.  Sosteneva che la maggior parte dei re singalesi, compresi Vijaya, Kasyapa e Parakramabahu, erano Tamil.  Il discorso di Ponnambalam del 1939 a Nawalapitiya, che attacca l'affermazione che lo Sri Lanka è un singalese, la nazione buddista fu vista come un atto contro l'idea di creare una sola nazione buddista.  La maggioranza singalese reagì con una sommossa di massa, che travolse Nawalapitiya, Passara, Maskeliya e perfino Jaffna. Le rivolte furono rapidamente soppresse dal governo coloniale britannico, ma in seguito questo si trasformò in vari movimenti nella guerra civile in Sri Lanka che terminò nel 2009.